# Neodriessenia pilosa
Neodriessenia pilosa är en tvåhjärtbladig växtart som beskrevs av Madhavan Parameswarau Nayar. Neodriessenia pilosa ingår i släktet Neodriessenia och familjen Melastomataceae. Inga underarter finns listade i Catalogue of Life.